# Conchocarpus obovatus
Conchocarpus obovatus là một loài thực vật có hoa trong họ Cửu lý hương. Loài này được (Nees & Mart.) Kallunki & Pirani mô tả khoa học đầu tiên năm 1998.